# Casaleone
Casaleone – miejscowość i gmina we Włoszech, w regionie Wenecja Euganejska, w prowincji Werona.
Według danych na rok 2004 gminę zamieszkiwało 5906 osób, 155,4 os./km².